# Saint-Laurent-de-Neste
Saint-Laurent-de-Neste is een gemeente in het Franse departement Hautes-Pyrénées (regio Occitanie). De plaats maakt deel uit van het arrondissement Bagnères-de-Bigorre. Saint-Laurent-de-Neste telde op 1 januari 2022 960 inwoners.

## Geografie
De oppervlakte van Saint-Laurent-de-Neste bedroeg op 1 januari 2022 10,41 vierkante kilometer; de bevolkingsdichtheid was toen 92,2 inwoners per km².

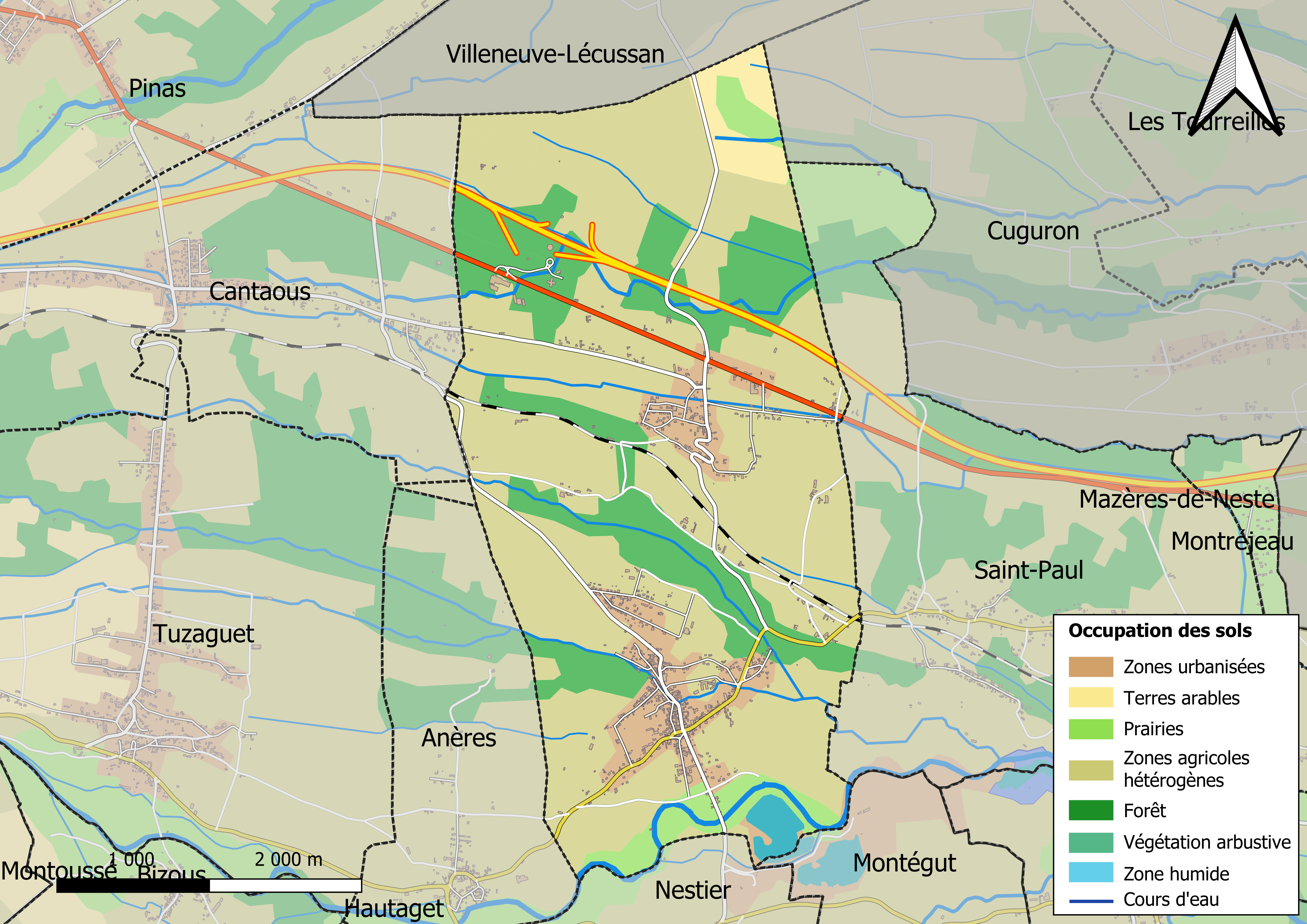
Kaart van de gemeente met belangrijkste infrastructuur, bodemgebruik en omliggende gemeenten

## Demografie
Onderstaande figuur toont het verloop van het inwonertal (bron: INSEE-tellingen).